# Nyctibius
Nyctibius es un género de aves nictibiformes perteneciente a la familia Nyctibiidae que agrupa a seis especies nativas de la América tropical (Neotrópico), cuyas áreas de distribución se encuentran desde el centro de México, por América Central, islas del Caribe y América del Sur hasta el norte y este de Argentina y Uruguay. A sus miembros se les conoce por el nombre común de urutaúes y nictibios, así como también pájaros fantasma, biemparados, estaqueros, pájaros estaca, pájaros bruja, ayaymamá, guajojó, kakuy, entre otros.

## Etimología
El nombre genérico masculino Nyctibios deriva de la palabra del griego nuktibios, compuesta por nux, que significa ‘noche’, y bios, que significa ‘vida’. En conjunto, significa ‘vida nocturna’. El nombre urutaú deriva del guaraní guyrá (‘pájaro’) y taú (‘fantasma’).

## Características
Los nictibios son aves grandes, miden entre 27 y 55 cm de longitud, de colores predominantes gris y pardo. Son cazadores nocturnos de insectos en vuelo; durante el día se posan inmóviles sobre las ramas en posición vertical, así parecen una extensión de la rama (un caso típico de mimetismo), y son difíciles de detectar. Son más oídos que vistos, sus voces son prolongados lamentos; según las especies, desde cuasi silbidos a cantos ásperos, guturales.

## Taxonomía
La especie Phyllaemulor bracteatus, de diferente color rufo, fue tradicionalmente incluida en el presente género, hasta que los estudios de Costa y Donatelli (2009) demostraron que la morfología del cráneo difiere tanto de los otros nictibios que debería ser colocada en un género propio.  Costa et al. (2017) nombraron un nuevo género para la especie: Phyllaemulor. El cambio taxonómico fue aprobado en la Propuesta No 927 al Comité de Clasificación de Sudamérica (SACC).

## Relación con los humanos
Su estrepitoso canto, sumado a sus hábitos nocturnos y su apariencia fantasmal, ha dado origen a numerosos mitos y leyendas en el que el urutaú es considerado un ave de mal agüero. Asimismo, existen otras leyendas locales asociadas a su canto, que parece un grito, llanto o lamento.

### Perú
Cuenta la leyenda que una epidemia estaba acabando con la gente de una comunidad nativa. La madre de dos niños, sintiéndose con los primeros síntomas de la enfermedad, quiso salvar del mal a sus hijos y entonces los llevó a un monte lejano y los dejó en ese lugar. Cerca había una linda quebrada, abundante en peces y árboles frutales. Con gran pena los dejó, sabiendo que no los volvería a ver más. Ellos jugaron, comieron frutos y se bañaron en la quebradita, pero ya en la noche sintieron la falta de su madre y partieron en su búsqueda, sin embargo se perdieron en el monte.
Asustados, llorando de pena decían cómo no ser aves para poder volar donde mamá. Entonces el espíritu de la selva tuvo pena y los convirtió en aves y ellos volaron, pero cuando llegaron a su pueblo vieron que ya nadie vivía; todos habían muerto. Desde entonces la leyenda dice que no dejan de volar y volar, y cuando se posan en lo alto de un árbol, cansados de buscar a su madre, hacen oír su canto lastimero: «ayaymamá... ayaymamá...»

### Argentina
Cuenta la leyenda que el urutaú era una niña muy mala que maltrataba a su hermano. Éste, cansado, la llevó al bosque, la hizo subir a un árbol y le dijo que esperara hasta que él buscara miel de abejas. Al bajar cortó todas las ramas del árbol y dejó a su hermana en la copa de éste. La niña, inquieta porque no volvía, sintió miedo y rompió a llorar: «kakuy, turay, kakuy, turay» el cual según dice la leyenda, es el nombre de su hermano.

### Bolivia
Se cuenta como leyenda que el ave era una joven hija de un brujo, el cual, al saber que ella estaba enamorada, mató a su amado. Al darse cuenta la hija del fallecimiento de su amado a manos de su padre esta lo increpa. Sollozando amenaza con dar la noticia por toda su aldea. Para evitar que la noticia saliera a la luz, el brujo convierte en ave a su hija y sus sollozos pasan a ser un lastimero canto que, según los pobladores del oriente boliviano, este canto anticipa la hora de tu muerte y trae mal augurio al que lo oiga.

### Paraguay
Pasaba el tiempo, y la indiferencia de la joven llamó la atención del mburuvichá guasú, el gran jefe, quien era el padre de la doncella. Con el propósito de que su hija se enamore, juntaba a los más destacados karia’y, (mozos) o hijos de carios, aunque fue en vano, ya que la dama no estaba interesada. Preocupado por esta situación que contrariaba las leyes de Tupã (Dios), el avá pajé, (indio brujo), que era el hechicero de esta población. Convocó a una reunión de notables, y surgió la opción de convocarle a Tupã para que pueda interceder.
Tiempo después, los pobladores del táva guasú vieron a un apuesto joven rubio, con ojos azules, y causaba la admiración de todos los que lo observaban en su paso. Cuando la hija del mburuvichá guasú lo vio, sintió una enorme sensación de amor, la chica tembló por primera vez ante la presencia de un hombre. El mburuvichá guasú vio a su hija tan enamorada, y de tan sorprendido que estaba, convocó a una reunión de sabios y ancianos, donde el áva pajé ofició ceremoniosamente e informando que ese joven puede ser el hombre enviado por Tupã. Posterior a esto, se preparó un casamiento, donde llegaron músicos, mancebos, danzarines hechiceros con el objetivo de que la fiesta sea todo un éxito.  Hubo comida en abundancia, frutas, mieles, bailes etc.
Una vez que llegaron a su nuevo hogar, la vida transcurría con normalidad. Pero pese a esto, a la joven mujer le llamaba la atención que su esposo iba rumbo a su trabajo y regresaba recién después de la puesta del sol. Hasta que la joven interrogó a su marido del porqué ocurría esto, el hombre le contestó que le iba a contar un secreto, pero que si lo decía lo iba a perder para siempre. Le explicó que él era el sol, convertido en ser humano y el futuro padre de la criatura que ya se encontraba en las entrañas de la mujer. La bella esposa le confesó su secreto y de allí surgió la leyenda del urutaú.
Al día siguiente, su madre va a visitarla y le preguntó si no seguía preocupada por su esposo, pero la joven se hallaba más sonriente que nunca y con la mirada fija hacia el sol. Nuevamente la madre le consultó como se encontraba, y la bella esposa le confesó su secreto. Caía la noche y el esposo no llegaba, rápidamente la joven recordó las palabras que le dijo su marido. Diciéndole que si confesaba el secreto, nunca más le volvería a ver, y efectivamente eso pasó.
La joven salió corriendo rumbo al bosque llorando y sin consuelo, buscando esconder su dolor, hasta el día que fue la madre de un hermoso niño rubio. El parecido de la criatura con su padre era increíble, la mujer deseaba comunicarse con el sol para contarle la buena nueva y pedirle perdón. La mujer subió un árbol, y ensayó un movimiento y se convirtió en un pájaro, de esta forma deseó subir hasta su amado. Pero nada más pudo posarse en  la copa más alta del árbol donde se encontraba. En este árbol, la joven convertida en ave se quedó llorando en vista que perdió a su amor. La leyenda cuenta que al anochecer, en los bosques paraguayos se escucha el lamento del urutaú, al que durante el día se le ve posado en la copa de un árbol.

## Lista de especies
Según las clasificaciones del Congreso Ornitológico Internacional (IOC) y Clements Checklist, el género agrupa a las siguientes especies con el respectivo nombre popular de acuerdo con la Sociedad Española de Ornitología (SEO):
| Imagen | Nombre científico     | Autor                | Nombre común       | Estado de conservación | Distribución |
| ------ | --------------------- | -------------------- | ------------------ | ---------------------- | ------------ |
|        | Nyctibius grandis     | (Gmelin, 1789)       | nictibio grande    | LC                     |              |
|        | Nyctibius aethereus   | (Wied-Neuwied, 1820) | nictibio colilargo | LC                     |              |
|        | Nyctibius jamaicensis | (Gmelin, 1789)       | nictibio jamaicano | LC                     |              |
|        | Nyctibius griseus     | (Gmelin, 1789)       | nictibio urutaú    | LC                     |              |
|        | Nyctibius maculosus   | Ridgway, 1912        | nictibio andino    | LC                     |              |
|        | Nyctibius leucopterus | (Wied-Neuwied, 1821) | nictibio aliblanco | LC                     |              |